# Francesc Pagès i Serratosa
Francesc Pagès i Serratosa (* 1852 in Barcelona; † 1899 ebenda) war ein spanischer Bildhauer. Seine Ausbildung erhielt er an der Escola de la Llotja in Barcelona durch Jerónimo Suñol. Er gilt als Vertreter des Eklektizismus, der die zweite Hälfte des 19. Jahrhunderts kennzeichnete.

## Werke

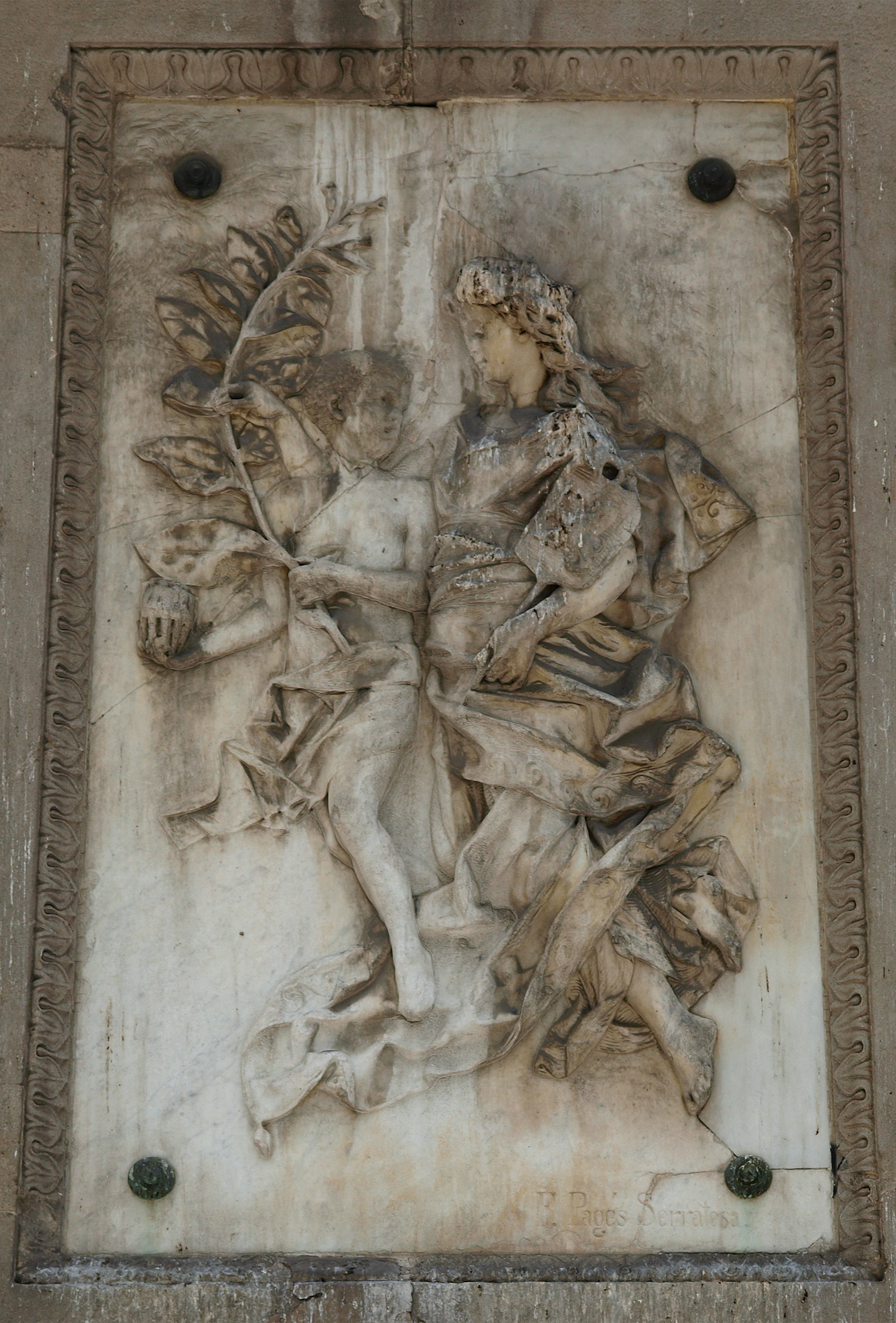
Compañía General de Tabacos de Filipinas (1884)

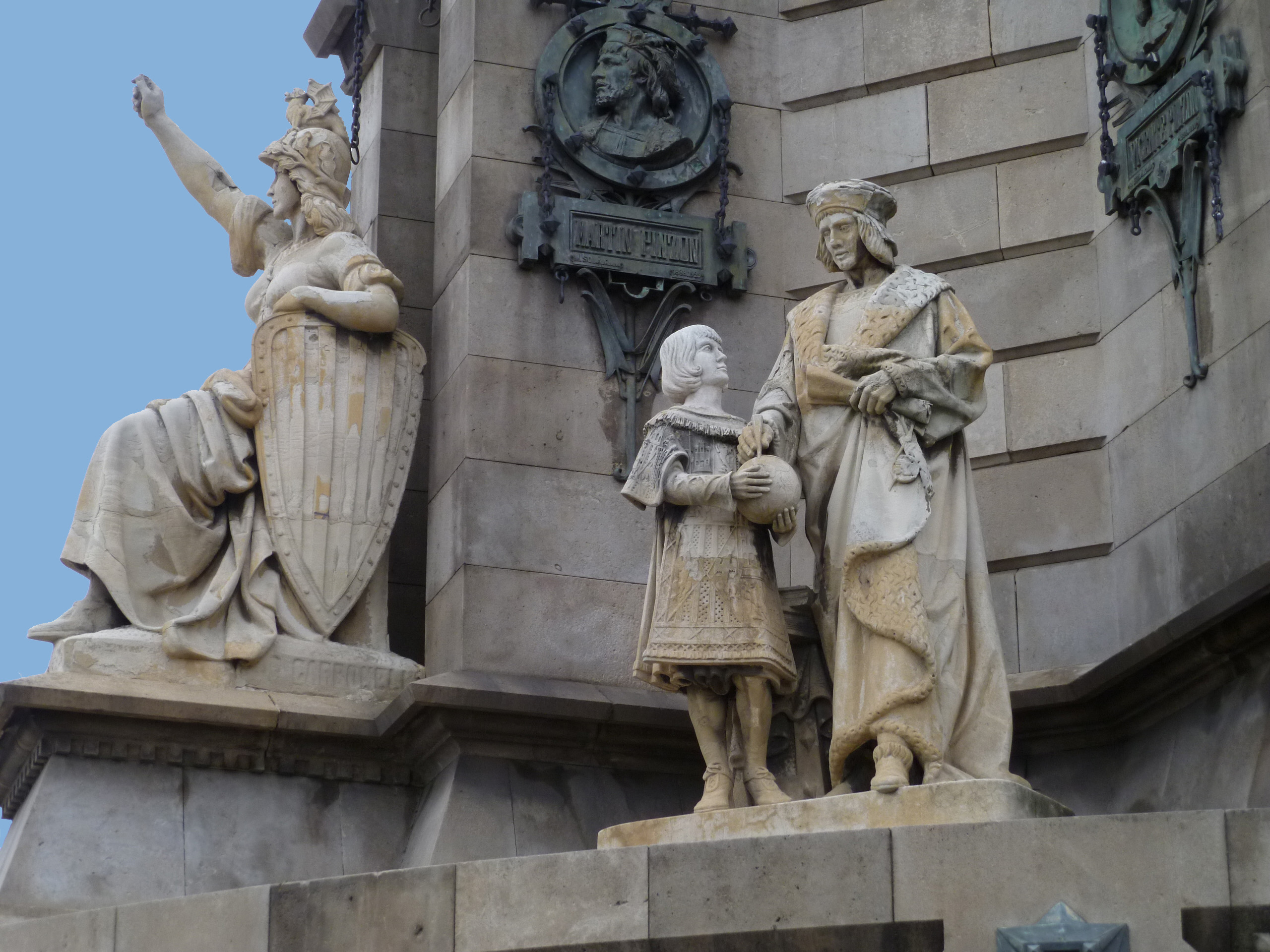
Ferrer de Blanes, Statue am Kolumbus-Denkmal Barcelona

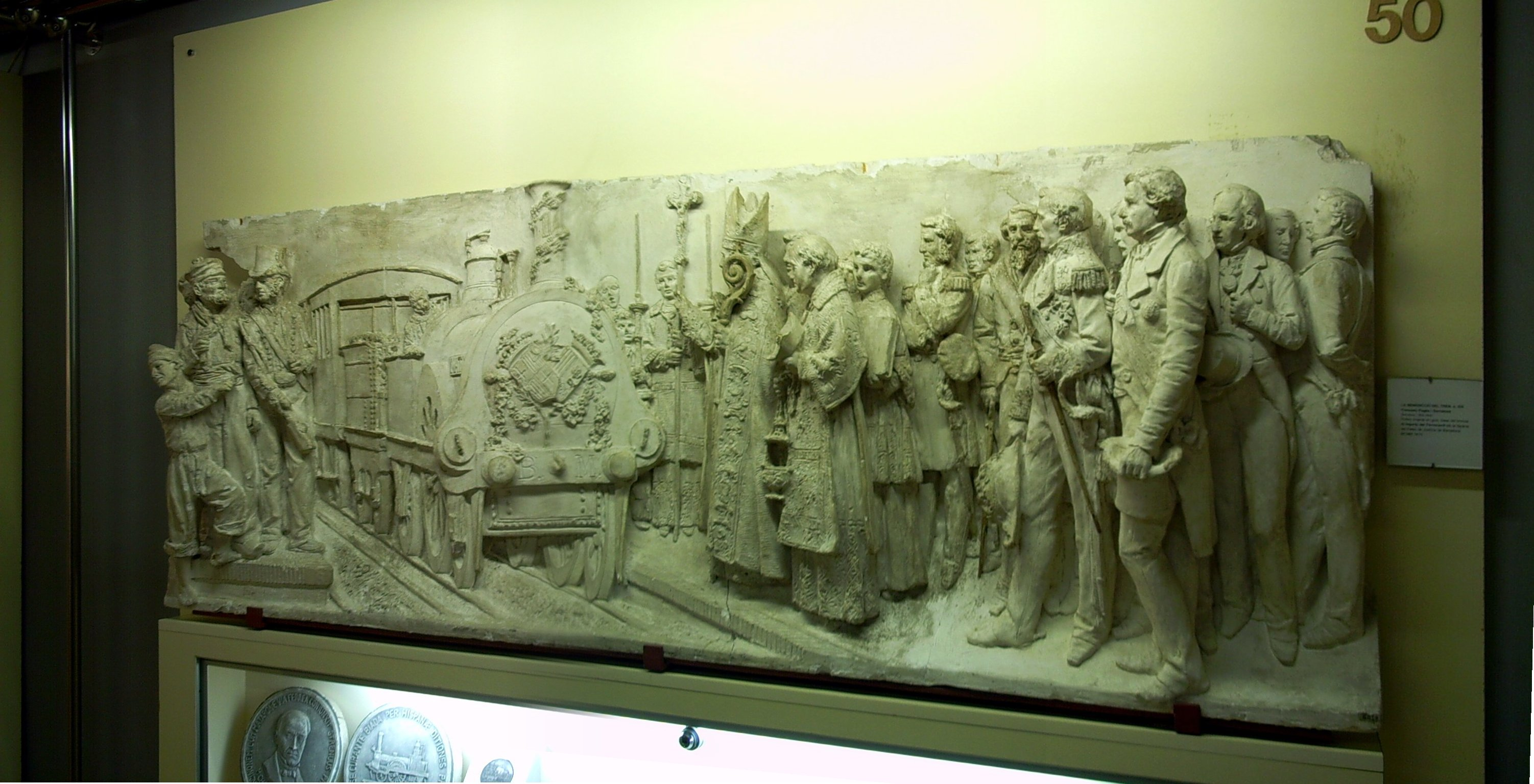
La Benedicció del tren, Gipsform im Museu Comarcal de Mataró

- 1884: Compañía General de Tabacos de Filipinas, Relief, Teil des Denkmals für Antonio López y López in Barcelona
- 1896: Erste Station der Freude, Marmorrelief im monumentalen Rosenkranz im Kloster Montserrat bei Barcelona
- Alonso Martínez und Alegoría del Ferrocarril, Reliefs in der Fassade des Justizpalastes, Barcelona. Die Gipsform La Benedicció del tren befindet sich im Museu Comarcal de Mataró.
- Alegoría am Font de la Cascada im Parc de la Ciutadella, Barcelona
- Ferrer de Blanes, Statue am Kolumbus-Denkmal, Barcelona

Weitere Werke befinden sich in Buenos Aires und Montevideo.

## Ausstellungen
- 1876: Exposición Nacional de Bellas Artes in Madrid: Pacientísimo Job (Geduldiger Hiob)
- 1878: Exposición Nacional de Bellas Artes in Madrid: Pío IX
- 1891: Exposición de Barcelona: Madona de Ripoll
- 1896: Exposición de Barcelona: San Luis Gonzaga